# ويليام إدوارد بارتون
ويليام إدوارد بارتون (بالإنجليزية: William Edward Barton)‏ هو محامي وقاضي وسياسي أمريكي، ولد في 11 أبريل 1868 في مقاطعة بيكنز في الولايات المتحدة، وتوفي في 29 يوليو 1955. حزبياً، نشط في الحزب الديمقراطي. وقد انتخب عضو مجلس النواب الأمريكي.